# 鶏龍サービスエリア
鶏龍サービスエリア（ケリョンサービスエリア）は忠清南道鶏龍市の湖南高速道路支線上(大田方向のみ）にあるサービスエリア。

## 道路
湖南高速道路支線

## 施設
- 食堂
- 駐車場
- ガソリンスタンド（HD現代オイルバンク）

## 隣
鶏龍IC - 鶏龍SA - 西大田JCT